# Sabetta

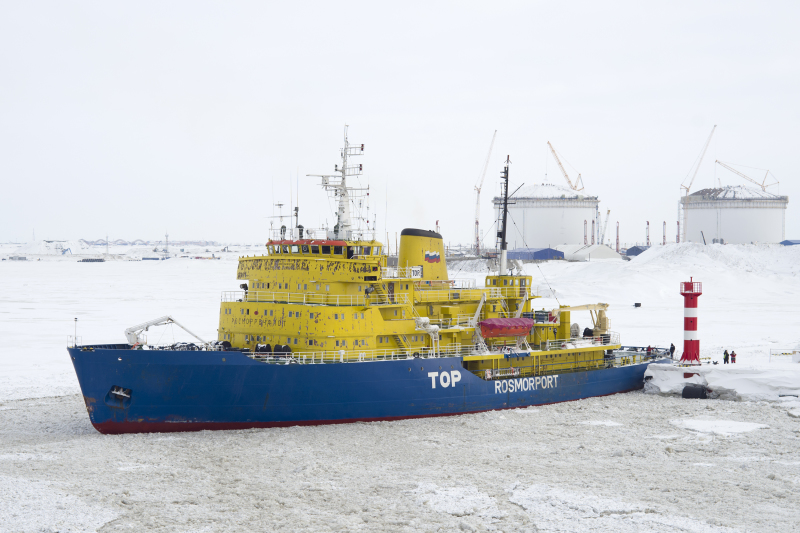
El rompehielos Tor en el puerto de Sabetta.

Sabetta (en ruso: Сабетта) es una nueva ciudad ártica de Rusia creada para dar servicio a una estación de licuefacción de gas natural licuado (LNG), un puerto marítimo en la península de Yamal, a orillas del río Obi y el mar de Kara, al norte del país. También incluye un aeropuerto internacional (con la denominación IATA: SBT, ICAO: USDA). Suministra gas licuado para exportar principalmente a China pero también a terceros países como España, a través de Naturgy. Es la parte más importante dentro del programa que capitaliza la empresa Yamal LNG, creada para aprovechar los recursos gasísticos de la zona. También pretende ser un punto estratégico en la conocida como ruta del mar este según declaró el presidente Putin en la conferencia de prensa anual en diciembre de 2015.
Es capaz de obtener actualmente más de 16 millones de toneladas de gas por año y se distribuye por una flota especial construida por la coreana Daewo de 15 barcos rompehielos de 300 metros de longitud, con capacidad cada uno de 172,600 metros cúbicos de gas. Para el 2030 se espera producir más de 60 millones de toneladas.

## Historia
El campo de gas está considerado uno de los mayores del mundo y fue descubierto por la Unión Soviética en 1972 pero el clima polar con temperaturas de hasta -50 °C y la difícil geografía de la península, no permitieron explotarlo. Sabetta es el nombre dado por los geólogos al lugar después de una expedición desde el campo de gas de Tambeyskoye en 1980.
A principios del siglo XXI, el gobierno del país se planteó comenzar a explotar los enormes recursos gasísticos de la región. Uno de los campos planificado para su apertura y exportación fue Sabetta. La situación de la península de Yamal, a medio camino de Europa y Asia, se encuentra en la conocida como la ruta del mar noreste, que permite al usar el estrecho de Bering reducir a la mitad un trayecto similar empleando el canal de Suez entre mayo y noviembre, mediante buques rompehielos.

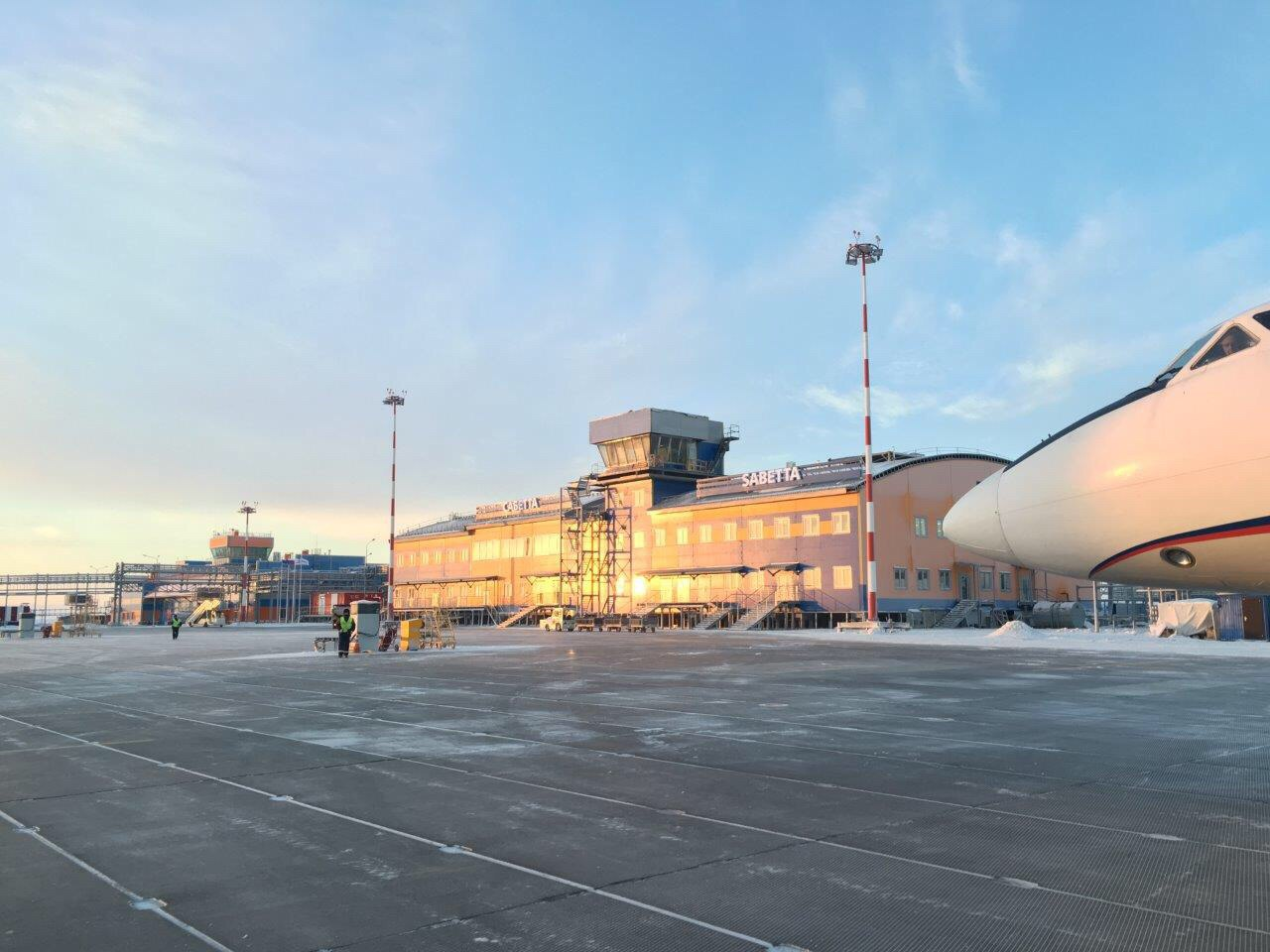
Aeropuerto de Sabetta

### Un proyecto de estado
Debido a su complejidad y tamaño se planeó con varias fases, con una colaboración estatal y multinacional creando Yamal LNG, una empresa conjunta entre la rusa Novatek, el propio gobierno ruso, con una importante participación de francesa y china por parte de Total, CNPC y la iniciativa del Cinturón y Ruta de la Seda. Se ha invertido más de 23.000 millones de euros para poner en marcha el proyecto.
Para facilitar el transporte de los materiales y del personal a esta región, se comenzó primero por abrir un puerto marítimo y un aeropuerto en 2011. El puerto, construido en dos fases, cubre un área de 59 hectáreas y es uno de los más grandes del ártico. Se ha construido un canal marítimo de 50 kilómetros, un canal de seis kilómetros de largo y 420 metros de ancho como muelle de los barcos de transporte de gas licuado y de mercancías para Sabetta. También otro canal de cuatro kilómetros de largo como muelle y una estación de control marítimo. La fase de diseño se completó en 2013 y el coste estimado es de 75 millones de rublos, 49 financiados por el gobierno y el resto por el consorcio Yamal LNG. La ceremonia de inicio de la construcción se realizó en julio de 2012, y segunda fase de ampliación del puerto comenzó en verano de 2013. 
Se ha iniciado la construcción de 170 kilómetros de ferrocarril para conectar el campo de gas de Bovanenkovo de Gazprom con Sabetta en 2023. Bovanenkovo está conectada desde hace unos años a la red de ferrocarril Salejard-Igarka.

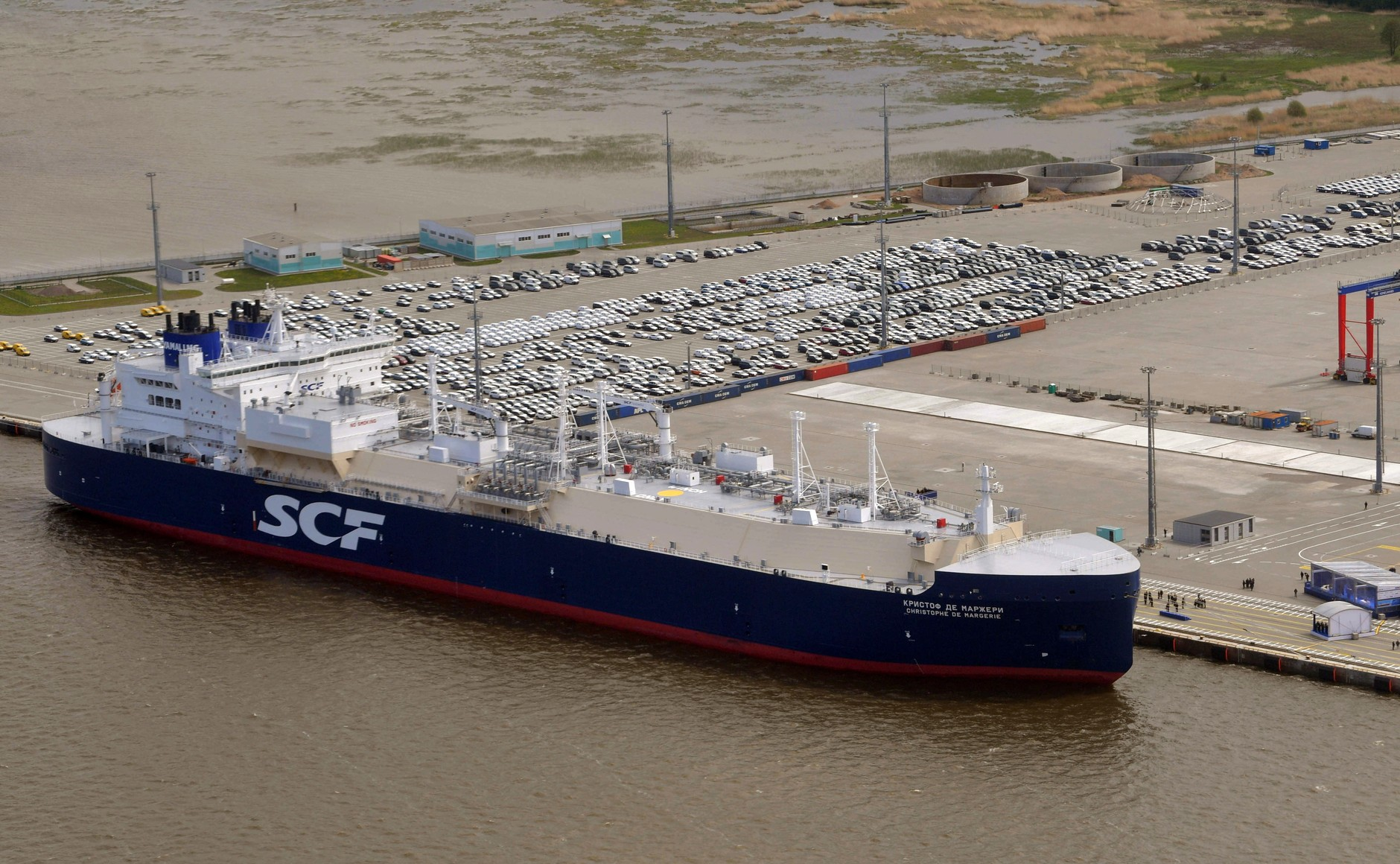
El buque de transporte de gas licuado, «Christophe de Margerie».

En diciembre de 2014, el gobierno ruso aportó una ayuda de 150 millones de rublos (unos 2 millones de euros) al proyecto. En la conferencia anual de 2015 del Presidente de Rusia, Putin recalcó el éxito de Sabetta y para que en un futuro no sólo sea un punto de exportación de gas, sino que sirva como puerto marítimo para el transporte de mercancías entre Europa y Asia por la ruta del Ártico.

Creo que esto es muy importante, porque si se construye una terminal tan grande allí, dicha producción se llevará a cabo y se exportará, entonces, por supuesto, me gustaría que este puerto, que se está creando, sea universal. Para que no solo se envíen allí bienes relacionados con la producción de gas licuado, sino también otros bienes más diversos..
Vladímir Putin
Conferencia de prensa anual del Presidente de Rusia
17 de diciembre de 2015

En 2016 el patriarca Kiril inauguró una pequeña iglesia ortodoxa de 150 metros cuadrados para 100 personas, para dar servicio a los trabajadores de Sabetta.

Estamos haciendo un gran trabajo por la nación, por la gente. Acabo de llegar aquí en automóvil desde el aeropuerto y me sorprendió la magnitud de las obras, la alta tecnología, las sofisticadas soluciones arquitectónicas y de ingeniería. De hecho, Sabetta es un proyecto único en Rusia. Creemos, estamos seguros de que traerá un gran beneficio a nuestra economía y asegurará la prosperidad de nuestra Rusia del Norte.
Cirilo I de Moscú
19 de septiembre de 2016

### Inauguración y actual situación

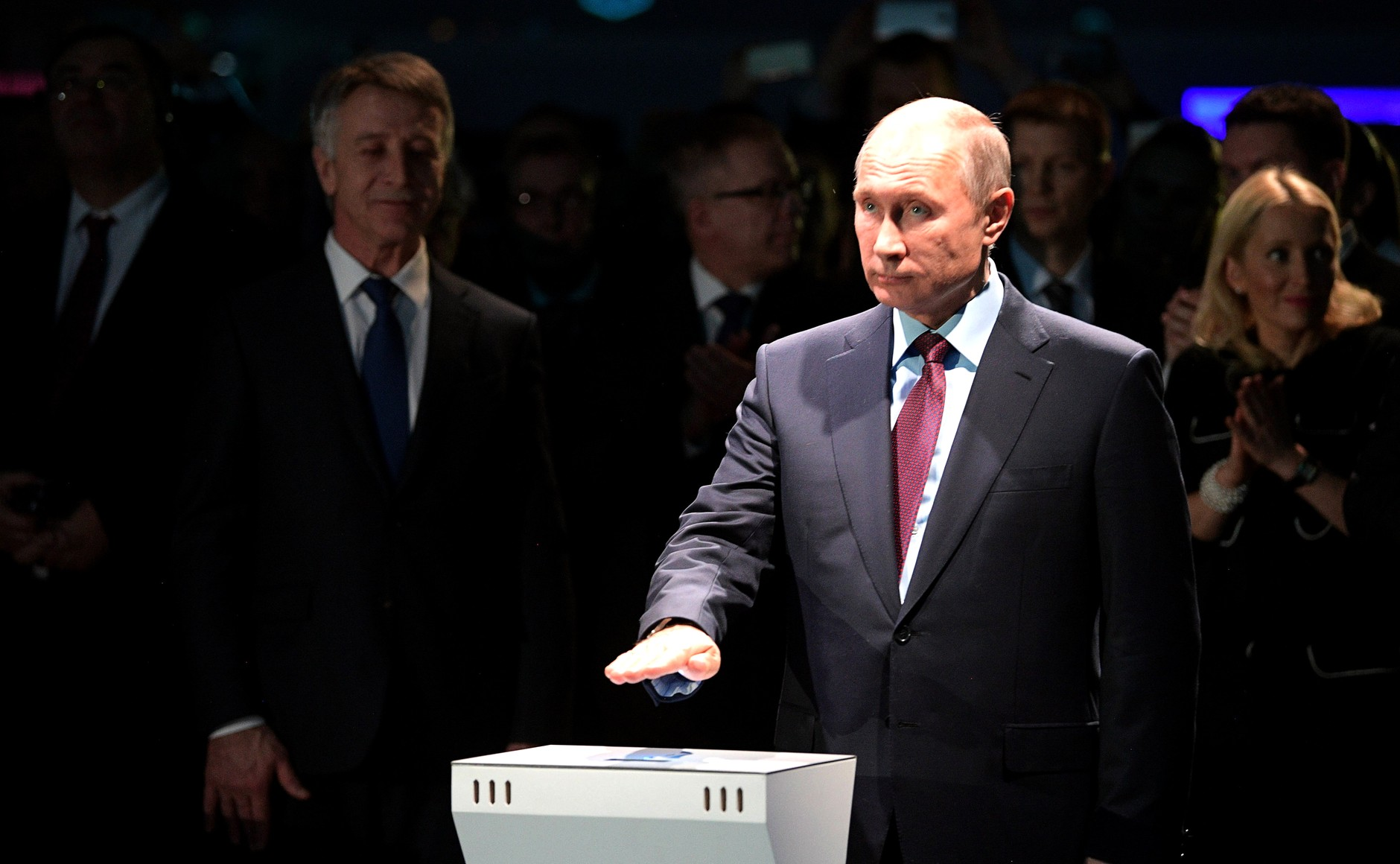
El presidente Putin en la ceremonia de inauguración para iniciar la carga del primer buque de gas licuado para el proyecto Yamal LNG en Sabetta.

El puerto y la primera fase de la estación de licuefacción fueron inaugurados por el presidente Putin el 8 de diciembre de 2017 en una multitudinaria ceremonia en Sabetta. Unos días después zarpó el primero de los quince buques rompehielos creado para transportar gas con destino a China y nombrado como «Arc7 Christophe de Margerie» en honor al empresario francés de Total, Christophe de Margerie muy relacionado con Rusia y muerto en el aeropuerto internacional de Moscú-Vnúkovo el 21 de octubre de 2014.
El presidente Putin en la conferencia de internacional del club Valdai en octubre de 2019 afirmó que, la intención es de conectar los puertos árticos de Rusia como Sabetta con Mongolia, China y otros países de Asia, para lograr unir el Océano Ártico con el Océano Pacífico e Índico a través de Siberia para reforzar la Unión Económica Euroasiática.
El aeropuerto de Sabetta cuenta con vuelos regulares directos a Novi Urengói, la capital de la región, y a Moscú. Para llegar al puerto de Sabetta los buques con carga tienen que ir acompañados de cuatro rompehielos que se van relevando para abrirles camino entre el hielo desde Arcángel que sirve de base de aprovisionamiento principal de Sabetta, hasta que atracan en uno de los muelles ya construidos.

### Un reto de ingeniería
Sabetta se encuentra en un clima polar con permafrost, un suelo congelado casi permanentemente pero que varía su espesor hasta 400 metros unos meses al año. Iniciado en noviembre de 2010 y finalizado en 2013, los ingenieros estudiaron el terreno y alzaron más de 65.000 pilares de diferentes tamaños y formas, para poder asegurar el terreno para el proyecto durante al menos 50 años. Algo que se había realizado antes pero nunca a una escala tan grande.
Los pilares principales, más de 38.000, tienen un diámetro de entre 273 y 530 mm  y se hunden a profundidades entre 10 y 28 metros, capaces de aguantar 3100 kN a -4 °C y más de 26.000 pilares secundarios que se hunden de 10 a 14 metros con unos diámetros entre 159 y 272 mm. Para afianzar el permafrost se utilizan 28.000 termosifones pasivos en la base de los pilares principales, de tal forma que, mediante física aplicada permiten mantener una temperatura estable alrededor de -4 °C. De esta manera se estabiliza el permafrost todo el año, compensando las variaciones del clima e incluso teniendo en cuenta un posible calentamiento de la región por los efectos del calentamiento global.
Las diferentes edificaciones, como alojamientos, comedores, un centro médico, una comisaría de policía, cine, saunas o piscinas, se apoyan en otros pilares y utilizan módulos prefabricados que han sido transportados por mar.